# Gastrochilus alatus
Gastrochilus alatus là một loài thực vật có hoa trong họ Lan. Loài này được X.H.Jin & S.C.Chen mô tả khoa học đầu tiên năm 2007.